# Cephalopachus bancanus
Il tarsio di Horsfield o tarsio occidentale (Cephalopachus bancanus (Horsfield, 1821)) è un primate aplorrino della famiglia dei Tarsidi. Un tempo incluso nel genere Tarsius, è stato recentemente riclassificato come unica specie del genere Cephalopachus.

## Distribuzione
Con tre sottospecie (Cephalopachus bancanus bancanus, Cephalopachus bancanus borneanus e Cephalopachus bancanus saltator) questo animale vive sulle isole di Borneo e Sumatra, oltre che su numerose altre piccole isole adiacenti a queste.

Colonizza le aree di foresta pluviale primaria, le macchie di bambù, piantagioni ed a volte lo si può trovare anche in giardini pubblici e privati.

## Descrizione

### Dimensioni
Misura fino a 40 cm di lunghezza, di cui i tre quarti spettano alla lunghissima coda, per un peso di 80-150 grammi.

### Aspetto
Il pelo è vellutato e presenta colorazione che va dal bruno-grigiastro al bruno scuro, ma sporadicamente si trovano soggetti color sabbia o beige.

La prima cosa che salta all'occhio di questi animali sono i loro enormi occhi, che misurano anche 2 cm di diametro (un decimo della lunghezza del corpo) e sono più pesanti del cervello stesso. Le orecchie sono membranose, sottili e glabre.

Le dita sono estremamente lunghe e dai polpastrelli rigonfi per una migliore presa su superfici lisce: tutte presentano unghie appiattite, fatta eccezione per l'indice ed il medio che presentano artigli.

La coda è lunga e glabra, eccetto la punta che è dotata di ciuffi di pelo.

## Biologia
I tarsi occidentali sono animali prettamente notturni, e come tali hanno evoluto numerose caratteristiche che li aiutano in questo stile di vita: un esempio sono i grandi occhi, le orecchie assai sensibili e mobili, simili a quelle dei pipistrelli, l'olfatto assai sviluppato.

Gli occhi sono fissi nelle orbite: per ovviare a questo svantaggio i tarsi hanno la capacità di ruotare il cranio di quasi 360° rispetto al corpo.

Durante il giorno i tarsi riposano nel folto della vegetazione od in cavità dei tronchi d'albero: curiosamente, essi non si appallottolano, ma restano in posizione verticale, usando la coda come supporto. I tarsi, inoltre, raramente utilizzano lo stesso giaciglio per più notti, bensì tendono a riposare in luoghi di volta in volta differenti, anche nell'ambito della stessa notte, per poi mettersi in attività all'alba od al tramonto, quando le loro prede sono presenti in maggiori quantità.

Grazie alle lunghe zampe posteriori, possono spiccare salti di 2 m di lunghezza ed altrettanti d'altezza: durante il salto, ruotano i loro corpi nell'aria a partire dal busto ed estendono le dita in avanti per afferrarsi al ramo più vicino. La lunga coda serve loro come bilanciere durante i salti, quando viene tenuta piegata verso l'alto.

I tarsi sono molto dediti all'attività di grooming, che consiste nel pettinarsi il pelo col terzo e quarto dito delle zampe posteriori: questi animali, durante l'operazione di pulizia, evitano accuratamente la parte facciale, che provvedono a pulire con lo sfregamento su altre superfici. I tarsi si puliscono vicendevolmente il pelo solo durante la stagione degli amori: per il resto, il grooming è per loro un'attività da fare in solitudine.

Si tratta di animali territoriali: i maschi sono soliti marcare con urina o secrezioni ghiandolari un territorio che si estende per circa un ettaro, che spesso viene condiviso con una femmina.

Nel caso venga minacciato da un predatore, l'animale chiude gli occhi fin quando quest'ultimo si avvicina sulla sua verticale: a questo punto, il tarsio spalanca improvvisamente gli occhi e digrigna i denti, contando sull'effetto sorpresa scatenato da questo gesto per fuggire.

### Alimentazione
Questi animali si nutrono principalmente d'insetti, non disdegnando tuttavia di nutrirsi sporadicamente di piccoli vertebrati, come uccelli e rettili, arrivando a cacciare i pipistrelli in volo od animali velenosi come scorpioni e serpenti.

Dopo aver localizzato la preda, l'animale con cautela si mette in posizione di salto, per poi catapultarsi tramite le lunghe zampe posteriori su di essa e finirla con una serie di morsi dopo averla catturata con le mani. Dopo aver ucciso la preda, il tarsio la porta su un ramo, dove consuma il suo pasto a cominciare dalla testa.

I tarsi utilizzano la vista per vedere la preda, ma per la caccia vera e propria si affidano soprattutto all'udito: no è raro che prima di spiccare il balzo sulla preda, il tarsio chiuda gli occhi, probabilmente allo scopo di proteggerli.

Solitamente un tarsio mangia quotidianamente una quantità di cibo pari al 10% del proprio peso corporeo.

### Riproduzione
Pur non essendoci periodi riproduttivi specifici, questo animale porta a termine solitamente due cucciolate l'anno: nel periodo fra ottobre e dicembre ed in quello fra febbraio ed aprile.

L'estro dura 1-3 giorni compresi in un ciclo di 20-30 giorni: quando la femmina è predisposta all'accoppiamento, emette suoni su particolari frequenze per comunicare la sua disponibilità ai maschi nei paraggi, che cominciano ad inseguirle emettendo squittii. Le coppie sono molto salde e durano tutta la vita.

La gestazione dura sei mesi, al termine dei quali viene dato alla luce un unico cucciolo molto sviluppato (già ricoperto di pelo e con gli occhi aperti), che pesa un quarto della madre (20-30 grammi): esso viene svezzato a un mese e mezzo d'età: la maturità sessuale viene raggiunta a un anno d'età, anche se il legame dei giovani coi genitori è molto stretto ed anche dopo l'indipendenza tendono a mantenere frequenti rapporti.
In cattività, la speranza di vita di questo animale è di 13-14 anni, quindi si presume che in natura non viva oltre i 10 anni.